# Eksplozja w Halifaksie
Eksplozja w Halifaksie (ang. Halifax Explosion, fr. L’explosion de Halifax) – katastrofa morska, do której doszło rankiem 6 grudnia 1917 roku w mieście portowym Halifax w kanadyjskiej prowincji Nowa Szkocja. W wyniku zderzenia dwóch statków doszło do jednej z największych w historii nienuklearnych eksplozji wywołanych przez człowieka, doprowadzając do śmierci blisko dwóch tysięcy osób.

## Geneza
W czasie I wojny światowej miasto Halifax było jednym z głównych portów, z których wypływały statki z żołnierzami oraz zaopatrzeniem dla walczącej w Europie ententy. Tutaj formowały się konwoje atlantyckie.

## Katastrofa
6 grudnia 1917 roku około godziny 8.45 w zatoce Bedford Basin doszło do kolizji francuskiego frachtowca „Mont-Blanc” wiozącego 2653 tony materiałów wybuchowych (w tym m.in. kwas pikrynowy) oraz cieczy łatwopalnych, takich jak benzen, z pływającym w czarterze norweskim parowcem „Imo”. W wyniku zderzenia na pokładzie „Mont-Blanc” wybuchł pożar, który już po kilku minutach był nie do opanowania. Kapitan podjął wówczas decyzję o opuszczeniu dryfującego statku. W tym czasie na nabrzeżach zaczęły zbierać się tłumy gapiów. Dryfujący „Mont-Blanc” uderzył w nabrzeże, a okoliczni strażacy natychmiast ruszyli w jego kierunku, aby ugasić pożar. Nikt nie zdawał sobie wówczas sprawy z tego, że pożaru nie da się już opanować.
O godzinie 9:04 pożar na pokładzie „Mont-Blanc” dotarł do znajdujących się w ładowni materiałów wybuchowych, co doprowadziło do eksplozji. Była ona tak potężna, ze zniszczyła wszystkie zabudowania w promieniu 800 m oraz uszkodziła tysiące budynków w całym mieście w promieniu 2600 m od miejsca eksplozji. W wyniku eksplozji zginęło blisko 2 tysiące osób (dokładna liczba nie jest znana), około 9000 osób zostało rannych, u 600 osób stwierdzono uszkodzenia oczu, z czego 38 straciło wzrok na zawsze. Szacuje się, że moc eksplozji była równoważna wybuchowi 3 tysięcy ton TNT, a więc ok. 1/5 mocy bomby jądrowej zrzuconej na Hiroszimę. Skala zniszczeń była tak duża, że port na długo utracił możliwości normalnego funkcjonowania. Mimo to prawie cała (oprócz jednego marynarza) załoga „Mont-Blanc” przeżyła. Mniej szczęścia miała załoga „Imo”.

## Śledztwo
Natychmiast po zdarzeniu rozpoczęto śledztwo, mające na celu poznanie przyczyn katastrofy. Początkowo uważano, że doszło do sabotażu, sugerując nawet, że załoga „Imo” działa na rzecz Niemiec. Po odrzuceniu wersji o niemieckim sabotażu, winą obarczono załogę „Mont-Blanc”, jednak ostatecznie uznano, że załogi obu statków popełniły błędy nawigacyjne.